# Château de Limouze
 (août 2023).
Si vous disposez d'ouvrages ou d'articles de référence ou si vous connaissez des sites web de qualité traitant du thème abordé ici, merci de compléter l'article en donnant les références utiles à sa vérifiabilité et en les liant à la section « Notes et références ».
Le château de Limouze est une tour grenier situé à Limouze, lieu dit de la commune d'Onet-le-Château, dans le département de l'Aveyron, en France.

## Description
La tour principale est une tour grenier de 7 étages avec à ses pieds une habitation de deux étages. Il y a une tour de l'entrée qui est un beau pigeonnier bien conservée ainsi qu'une autre tour chapelle avec un autel dédié à la Vierge Marie.

## Historique
La tour grenier a été créée par l'ancienne commanderie templière de Limouze, construite vers l'an 1100. La maison adossée à la tour a été construite en 1880.

## Galerie

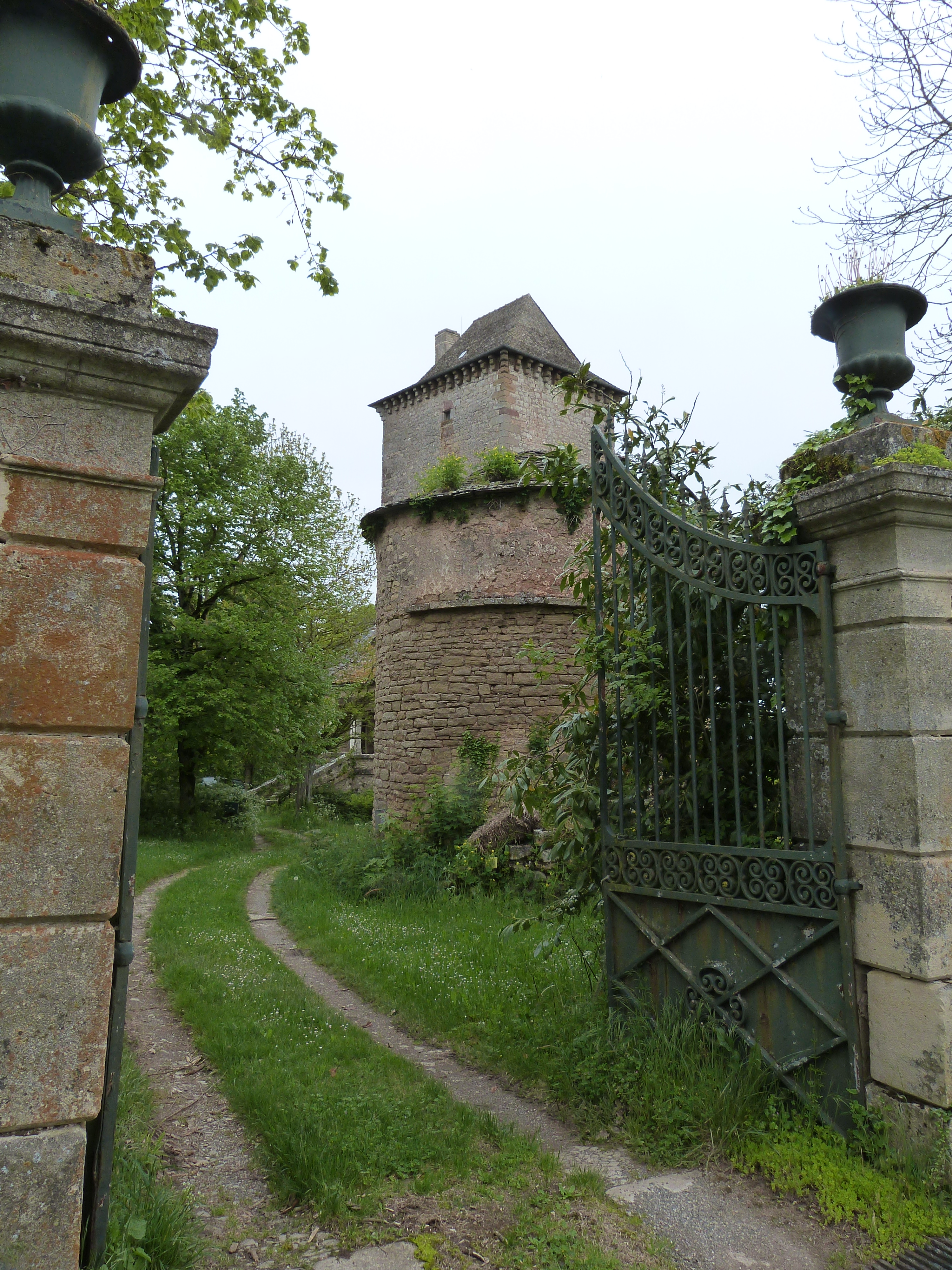
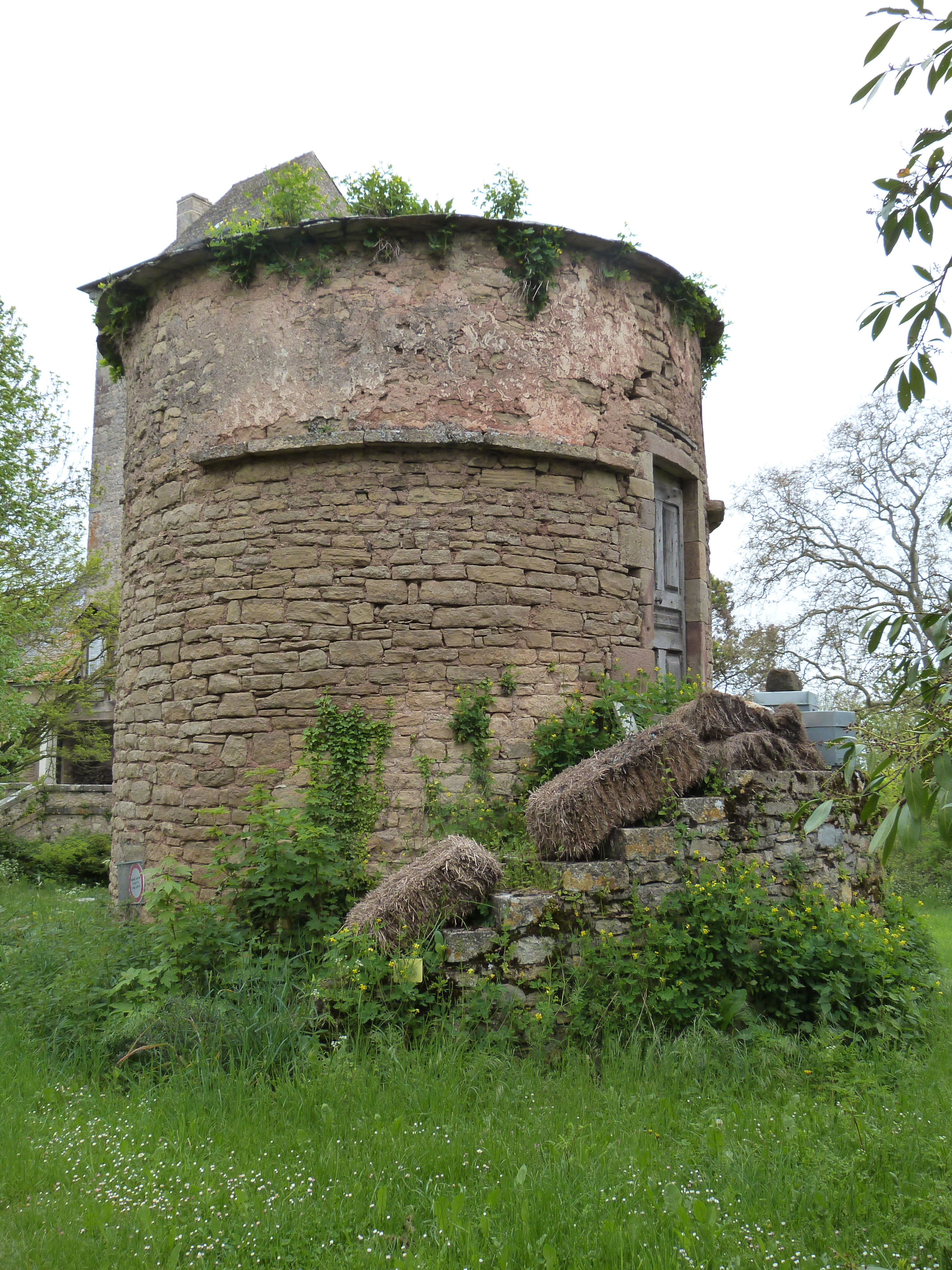
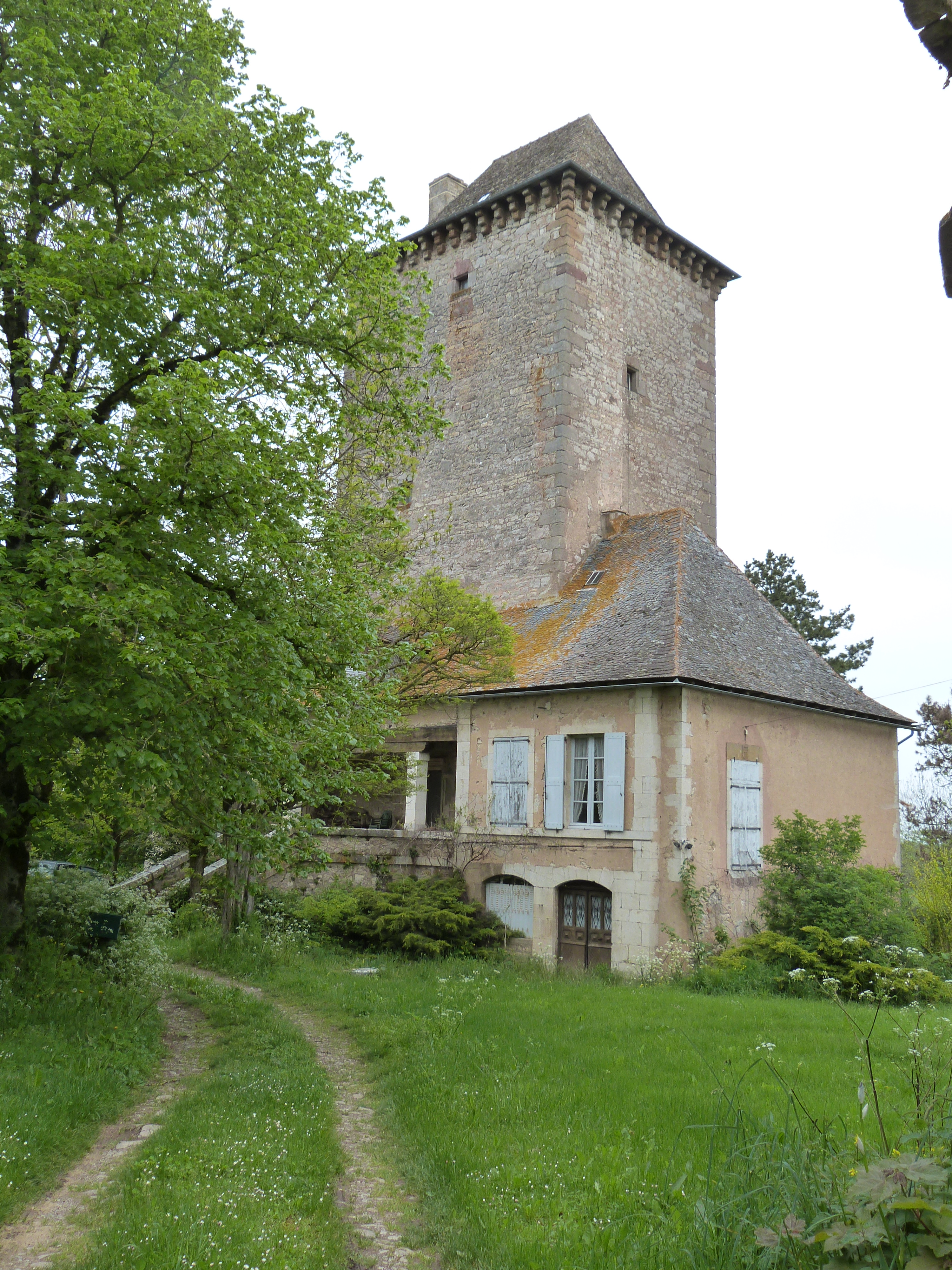
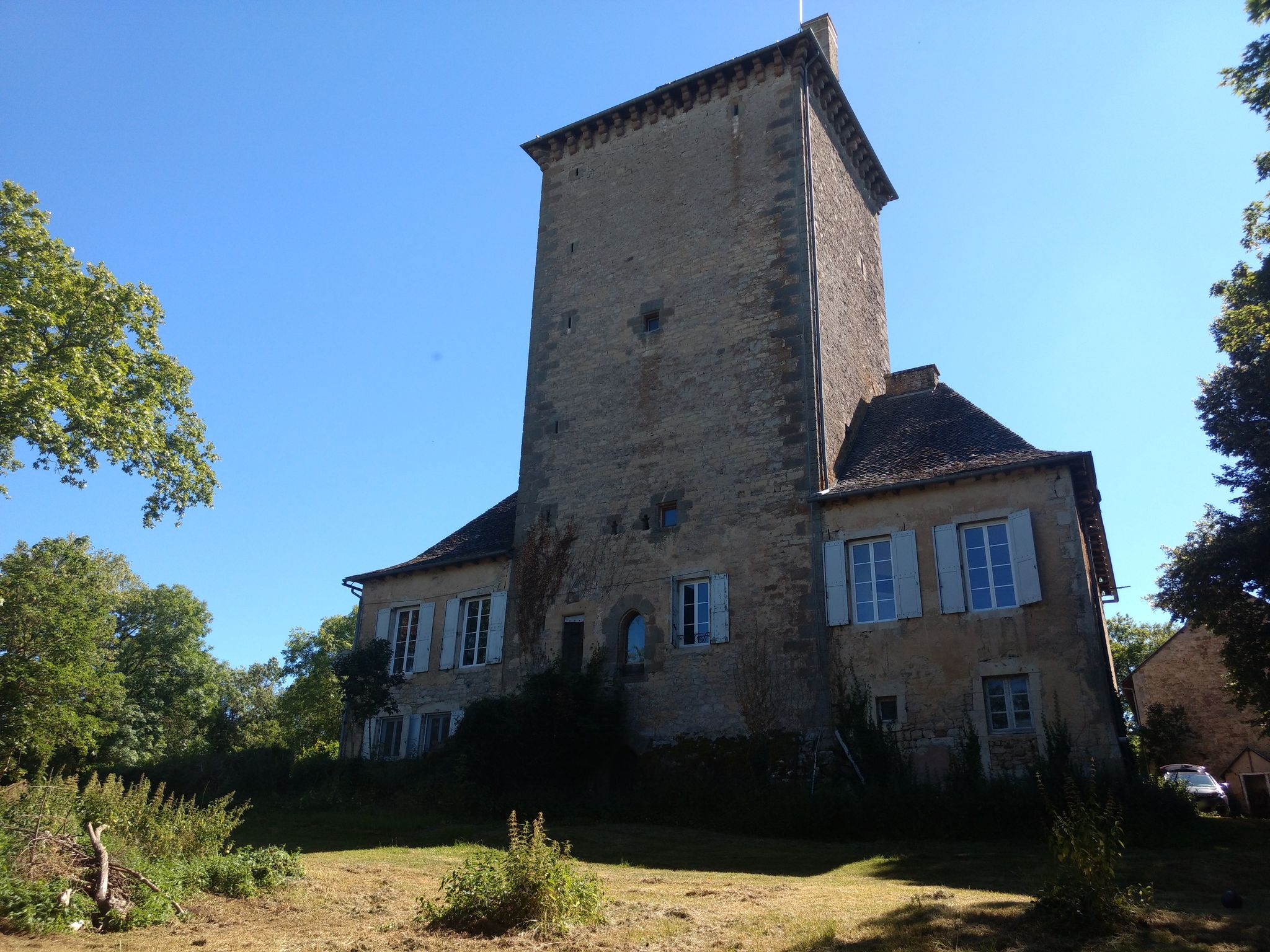
L'arrière de la tour